# Albert Krieger
Albert Joseph "Al" Krieger (4 de noviembre de 1923 - 14 de mayo de 2020) fue un abogado penalista estadounidense, que trabajó sobre todo para figuras del crimen organizado y el narcotráfico, así como para varios activistas Oglala Lakota durante los procesos penales que siguieron a la Ocupación de Wounded Knee.

## Biografía
Krieger nació el 4 de noviembre de 1923 en Manhattan, de padres Lui e Ida (Arnow) Krieger. Su padre era restaurador. Tras graduarse en Long Beach High School en Lido Beach, Nueva York, Krieger obtuvo una beca de fútbol para la New York University y se graduó en 1945. Sirvió brevemente en el Ejército antes de continuar en la Escuela de Derecho de la Universidad de Nueva York, recibiendo un LL.B en 1949.
Krieger saltó a la fama a finales de la década de 1960 por su representación del jefe criminal Joseph Bonanno; junto con su socia Susan Van Dusen, ayudó a mantener a Bonanno libre de la cárcel durante más de una década hasta que fue condenado en un caso de obstrucción a la justicia. Sin embargo, quizá sea más conocido por su papel como abogado defensor del mafioso John Gotti en su juicio de 1992 en Nueva York; a pesar del agresivo interrogatorio de Krieger al socio del crimen organizado Sammy Gravano, Gotti fue finalmente condenado sobre la base de abrumadoras pruebas de escuchas telefónicas.
Krieger solía decir que, en sus 60 años de ejercicio de la abogacía, lo que más le enorgullecía era haber trabajado sin cobrar honorarios en favor de los miembros del Movimiento Indio Americano que ocuparon Wounded Knee, Dakota del Sur, en 1973. Ayudó a conseguir la absolución o el sobreseimiento de los cargos contra casi todos los 150 acusados de aquel episodio.
Krieger también representó a numerosos contrabandistas de drogas prominentes, incluido Roger Reaves así como al traficante de cocaína de Miami Willy Falcon durante su juicio de 1996. Proporcionó comentarios póstumos sobre este último juicio para el documental de Netflix, Cocaine Cowboys: The Kings of Miami (2021).
Fuera de la práctica, fue uno de los fundadores del Colegio Nacional de Defensa Penal en Macon, Georgia, que capacita a jóvenes abogados de defensa penal en habilidades de defensa, y un experto reconocido a nivel nacional en contrainterrogatorio. Estudiantes de la escuela de derecho, y abogados en ejercicio, estudiaron regularmente las técnicas del Sr. Krieger para desgastar a los testigos. Recibió el premio Robert C. Heeney Memorial Award 1995 de la Asociación Nacional de Abogados Criminalistas, el más alto honor de la Asociación, así como el premio Lifetime Achievement Award en 1987. Fue presidente de la organización entre 1979 y 1980.

## Muerte
Krieger falleció en Miami, Florida el 14 de mayo de 2020, a la edad de 96 años. Le sobrevivieron su esposa Irene Stoller Krieger, así como cinco hijos. Una hija, Luise Krieger-Martin, actualmente se desempeña como juez en el Tribunal del Condado de Miami-Dade.